# Эрик III (король Дании)
Эрик III Добрый (дат. Erik 3. Lam, 1100 — 20 ноября 1146 или 27 августа 1147, Оденсе) — король Дании с 1137 по 1146 годы (отрекся от престола).

## Биография

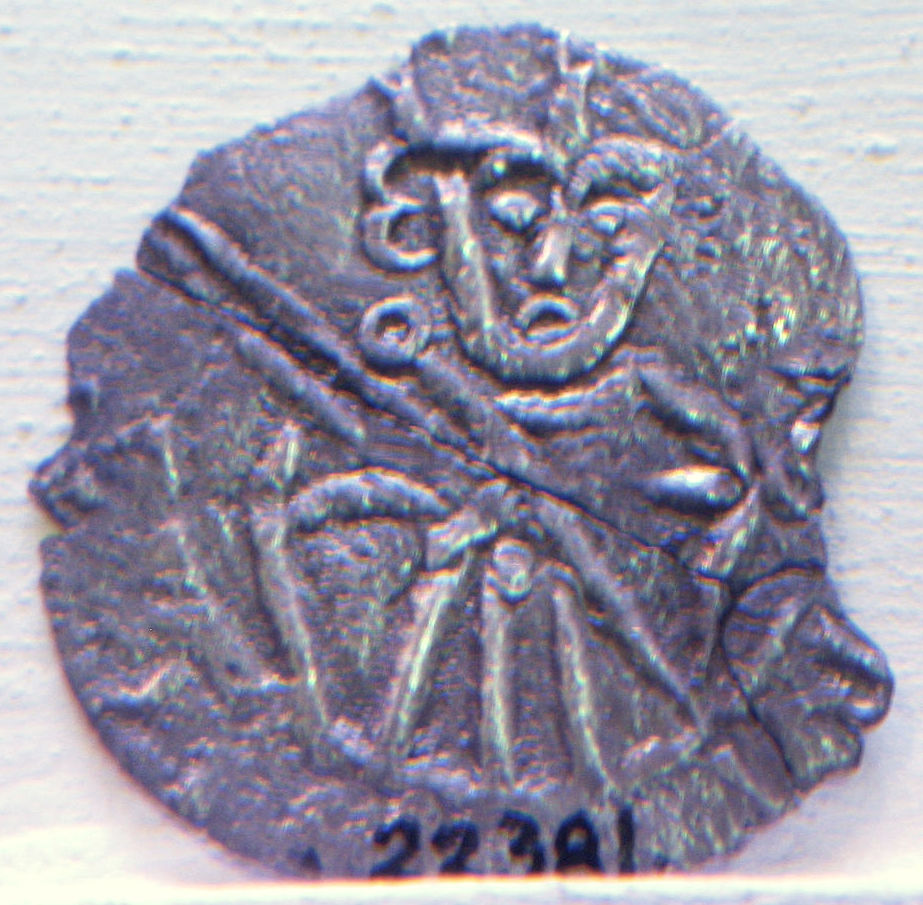
монета Эрика III

Внук датского короля Эрика I по материнской линии. Мать Рагнхильда (дат. Ragnhild) — дочь Эрика I.
Наследовал трон после убийства своего дяди Эрика II дворянином Сорте Пловом. Согласно легенде, когда Сорте пронзил короля копьем насквозь, Эрик Хоконсон выступил против него с мечом в руке. Но Сорте посоветовал ему успокоиться, напомнив, что Эрик остался последним взрослым мужчиной в королевской семье, а значит, является главным претендентом на престол. Сорте сказал ему: "Убери свой меч, молодой Эрик. Сочный кусок мяса только что упал в твою миску!"
В целом его правление было спокойным, хотя он несколько лет боролся против своего двоюродного брата Олуфа, обосновавшегося в 1139 году на полуострове Сконе и пытавшегося оттуда захватить датский трон. В 1141 году Эрик убил Олуфа в сражении около Хельсингборга.
Эрик был первым датским королём, испытавшим сильное влияние германской культуры. Ранние годы он провел среди немецких рыцарей, чьими идеалами руководствовался всю жизнь. Его женой была немка Лиутгарда, дочь графа Штаде Рудольфа I.
Личность Эрика была противоречива. Иногда его изображают как пассивного и нерешительного человека, иногда как энергичного и храброго воина. Его прозвище с датского дословно переводится как «ягненок» (дат. Lam).
Причины его отречения от престола неизвестны. После отречения он поселился в монастыре и умер в том же году из-за болезни.